# Tellina steinbecki
Tellina steinbecki is een tweekleppigensoort uit de familie van de Tellinidae. De wetenschappelijke naam van de soort is voor het eerst geldig gepubliceerd in 2010 door Coan & Valentich-Scott.